# Ostrov pogibšich korablej
Ostrov pogibšich korablej (in russo Остров погибших кораблей?, letteralmente "L'isola delle navi naufraghe") è un film del 1987 diretto da Evgenij Ginzburg, tratto dal romanzo omonimo di Aleksandr Romanovič Beljaev.

## Colonna sonora
1. Vladimir Stëpin, Ella Fidel'man, Nina Matveeva – Zakadrovaja pesenka
2. Ljubov' Privina, Vladimir Stëpin, Ella Fidel'man, Nina Matveeva – Put' na dno
3. Nikolaj Noskov – Akula
4. Nikolaj Noskov, Ella Fidel'man – Ach, esli b ne ljubov'...
5. Vladimir Presnjakov – Prizraki
6. Miсhail Poсhmanov – Pesnja Šoloma, vstrečajušego vnov' pribivšiсh
7. Vladimir Stëpin – Pesnja o Bermudaсh
8. Sergej Minaev – Na ostrove
9. Sergej Minaev – Svadebnaja pesnja
10. Mihail Pohmanov – Tjanite žrebij
11. Sergej Minajev – Načalo každogo iz nas
12. Iverija – Pis'ma ljubimim
13. Larisa Dolina – Moj vernij mavr
14. Sergej Minaev – Pesenka o zakonnom brake
15. Iverija – Ničem ne obladat'
16. Pavel Smejan – Nomer gubernatora Slaitona
17. Miсhail Poсhmanov – Pesnja Šoloma o žene
18. Nikolaj Noskov – Romantika